# 沙恩·菲利普斯
沙恩·菲利普斯（英語：Siân Phillips，1933年5月14日—），英国女演员。曾获得国家影评人协会奖最佳女配角。